# Lycianthes jelskii
Lycianthes jelskii är en potatisväxtart som först beskrevs av Zahlbruckner, och fick sitt nu gällande namn av Friedrich August Georg Bitter. Lycianthes jelskii ingår i Himmelsögonsläktet som ingår i familjen potatisväxter. Inga underarter finns listade i Catalogue of Life.